# Tour de Romandía 2024
La 77.ª edición de la Tour de Romandía fue una carrera de ciclismo en ruta por etapas que se celebró entre el 23 y el 28 de abril de 2024 en Suiza con inicio en la población de Payerne y final en la ciudad de Vernier. El recorrido constó de 5 etapas y un prólogo sobre una distancia total de 656,98 kilómetros.
La carrera formó parte del circuito UCI WorldTour 2024, calendario ciclístico de máximo nivel mundial, siendo la vigésima carrera de dicho circuito. El vencedor fue el español Carlos Rodríguez del INEOS Grenadiers, quien estuvo acompañado en el podio, como segundo y tercer clasificado respectivamente, por el ruso Aleksandr Vlasov y el alemán Florian Lipowitz, ambos del Bora-Hansgrohe.

## Equipos participantes
Tomaron parte en la carrera 23 equipos: 18 de categoría UCI WorldTeam, 4 UCI ProTeam invitado por la organización y la selección nacional de Suiza. Forman así un pelotón de 161 ciclistas de los que finalizaron 126. Los equipos participantes fueron:
| WorldTeams (18)- Alpecin-Deceuninck - Arkéa-B&B Hotels - Astana Qazaqstan Team - Bahrain Victorious - Bora-Hansgrohe - Cofidis - Decathlon-AG2R La Mondiale - EF Education-EasyPost - Groupama-FDJ - Ineos Grenadiers - Intermarché-Wanty - Lidl-Trek - Movistar Team - Soudal Quick-Step - Team dsm-firmenich PostNL - Team Jayco AlUla - Team Visma \| Lease a Bike - UAE Team Emirates ProTeams (4)- Q36.5 Pro Cycling Team - Corratec-Vini Fantini - Tudor Pro Cycling Team - Lotto Dstny Equipo nacional- Suiza |
| |

## Recorrido
El Tour de Romandía dispuso de seis etapas divididas en un prólogo en la jornada inaugural, tres etapas de media montaña, una etapa de montaña, y una contrarreloj individual el cuarto día, para un recorrido total de 656,98 kilómetros y 10 757 metros de desnivel positivo.
| Etapa     | Fecha     | Recorrido                 | type                    | Distancia (km) | Desnivel (m) | Ganador         | Líder            |
| --------- | --------- | ------------------------- | ----------------------- | -------------- | ------------ | --------------- | ---------------- |
| Prólogo   | 23 de abr | Payerne – Payerne         | prólogo                 | 2,28           | 3 m          | Maikel Zijlaard | Maikel Zijlaard  |
| 1.ª etapa | 24 de abr | Château-d’Oex – Friburgo  | etapa escarpada         | 165,7          | 2631 m       | Dorian Godon    | Dorian Godon     |
| 2.ª etapa | 25 de abr | Friburgo – Les Marécottes | etapa de montaña        | 171            | 2716 m       | Thibau Nys      | Thibau Nys       |
| 3.ª etapa | 26 de abr | Oron – Oron               | contrarreloj individual | 15,5           | 282 m        | Brandon McNulty | Juan Ayuso       |
| 4.ª etapa | 27 de abr | Saillon – Leysin          | etapa de montaña        | 151,7          | 3518 m       | Richard Carapaz | Carlos Rodríguez |
| 5.ª etapa | 28 de abr | Vernier – Vernier         | etapa escarpada         | 150,8          | 1607 m       | Dorian Godon    | Carlos Rodríguez |

## Desarrollo de la carrera

### Prólogo
| Payerne - Payerne | prólogo | (2,28 km) |

| \| Clasificación de la etapa \| Clasificación de la etapa \| Clasificación de la etapa \| Clasificación de la etapa \| Clasificación de la etapa \| \| Ciclista \| Ciclista \| Equipo \| Tiempo \| \| \| ------------------------- \| ------------------------- \| -------------------------- \| ------------------------- \| ------------------------- \| \| 1.º \| Maikel Zijlaard \| Tudor Pro Cycling Team \| 2 min 55 s \| \| \| 2.º \| Cameron Scott \| Bahrain Victorious \| + 1 s \| \| \| 3.º \| Julian Alaphilippe \| Soudal Quick-Step \| + 2 s \| \| \| 4.º \| Dorian Godon \| Decathlon-AG2R La Mondiale \| + 3 s \| \| \| 5.º \| Ivo Oliveira \| UAE Team Emirates \| + 3 s \| \| \| 6.º \| Tim Van Dijke \| Team Visma \\| Lease a Bike \| + 3 s \| \| \| 7.º \| Gianni Vermeersch \| Alpecin-Deceuninck \| + 3 s \| \| \| 8.º \| Nikias Arndt \| Bahrain Victorious \| + 3 s \| \| \| 9.º \| Alex Aranburu \| Movistar Team \| + 3 s \| \| \| 10.º \| Antoine Aebi \| Suiza \| + 4 s \| \| |                    |                            |            |
| |                    |                            |            |
| Fuente: ProCyclingStats |                    |                            |            |
| Clasificación de la etapa |                    |                            |            |
| Ciclista | Ciclista           | Equipo                     | Tiempo     |
| 1.º | Maikel Zijlaard    | Tudor Pro Cycling Team     | 2 min 55 s |
| 2.º | Cameron Scott      | Bahrain Victorious         | + 1 s      |
| 3.º | Julian Alaphilippe | Soudal Quick-Step          | + 2 s      |
| 4.º | Dorian Godon       | Decathlon-AG2R La Mondiale | + 3 s      |
| 5.º | Ivo Oliveira       | UAE Team Emirates          | + 3 s      |
| 6.º | Tim Van Dijke      | Team Visma \| Lease a Bike | + 3 s      |
| 7.º | Gianni Vermeersch  | Alpecin-Deceuninck         | + 3 s      |
| 8.º | Nikias Arndt       | Bahrain Victorious         | + 3 s      |
| 9.º | Alex Aranburu      | Movistar Team              | + 3 s      |
| 10.º | Antoine Aebi       | Suiza                      | + 4 s      |

| \| Clasificación general \| Clasificación general \| Clasificación general \| Clasificación general \| Clasificación general \| \| Ciclista \| Ciclista \| Equipo \| Tiempo \| \| \| --------------------- \| --------------------- \| -------------------------- \| --------------------- \| --------------------- \| \| 1.º \| Maikel Zijlaard \| Tudor Pro Cycling Team \| 2 min 55 s \| \| \| 2.º \| Cameron Scott \| Bahrain Victorious \| + 1 s \| \| \| 3.º \| Julian Alaphilippe \| Soudal Quick-Step \| + 2 s \| \| \| 4.º \| Dorian Godon \| Decathlon-AG2R La Mondiale \| + 3 s \| \| \| 5.º \| Ivo Oliveira \| UAE Team Emirates \| + 3 s \| \| \| 6.º \| Tim Van Dijke \| Team Visma \\| Lease a Bike \| + 3 s \| \| \| 7.º \| Gianni Vermeersch \| Alpecin-Deceuninck \| + 3 s \| \| \| 8.º \| Nikias Arndt \| Bahrain Victorious \| + 4 s \| \| \| 9.º \| Alex Aranburu \| Movistar Team \| + 4 s \| \| \| 10.º \| Antoine Aebi \| Suiza \| + 4 s \| \| |                    |                            |            |
| |                    |                            |            |
| Fuente: ProCyclingStats |                    |                            |            |
| Clasificación general |                    |                            |            |
| Ciclista | Ciclista           | Equipo                     | Tiempo     |
| 1.º | Maikel Zijlaard    | Tudor Pro Cycling Team     | 2 min 55 s |
| 2.º | Cameron Scott      | Bahrain Victorious         | + 1 s      |
| 3.º | Julian Alaphilippe | Soudal Quick-Step          | + 2 s      |
| 4.º | Dorian Godon       | Decathlon-AG2R La Mondiale | + 3 s      |
| 5.º | Ivo Oliveira       | UAE Team Emirates          | + 3 s      |
| 6.º | Tim Van Dijke      | Team Visma \| Lease a Bike | + 3 s      |
| 7.º | Gianni Vermeersch  | Alpecin-Deceuninck         | + 3 s      |
| 8.º | Nikias Arndt       | Bahrain Victorious         | + 4 s      |
| 9.º | Alex Aranburu      | Movistar Team              | + 4 s      |
| 10.º | Antoine Aebi       | Suiza                      | + 4 s      |

### 1.ª etapa
| Château-d’Oex - Friburgo | etapa escarpada | (165,7 km) |

| \| Clasificación de la etapa \| Clasificación de la etapa \| Clasificación de la etapa \| Clasificación de la etapa \| Clasificación de la etapa \| \| Ciclista \| Ciclista \| Equipo \| Tiempo \| \| \| ------------------------- \| ------------------------- \| -------------------------- \| ------------------------- \| ------------------------- \| \| 1.º \| Dorian Godon \| Decathlon-AG2R La Mondiale \| 3 h 49 min 58 s \| \| \| 2.º \| Andrea Vendrame \| Decathlon-AG2R La Mondiale \| + 0 s \| \| \| 3.º \| Gianni Vermeersch \| Alpecin-Deceuninck \| + 0 s \| \| \| 4.º \| Milan Menten \| Lotto Dstny \| + 0 s \| \| \| 5.º \| Kasper Asgreen \| Soudal Quick-Step \| + 0 s \| \| \| 6.º \| Matevž Govekar \| Bahrain Victorious \| + 0 s \| \| \| 7.º \| Alex Aranburu \| Movistar Team \| + 0 s \| \| \| 8.º \| Clément Venturini \| Arkéa-B&B Hotels \| + 0 s \| \| \| 9.º \| Thibaud Gruel \| Groupama-FDJ \| + 0 s \| \| \| 10.º \| Kobe Goossens \| Intermarché-Wanty \| + 0 s \| \| |                   |                            |                 |
| |                   |                            |                 |
| Fuente: ProCyclingStats |                   |                            |                 |
| Clasificación de la etapa |                   |                            |                 |
| Ciclista | Ciclista          | Equipo                     | Tiempo          |
| 1.º | Dorian Godon      | Decathlon-AG2R La Mondiale | 3 h 49 min 58 s |
| 2.º | Andrea Vendrame   | Decathlon-AG2R La Mondiale | + 0 s           |
| 3.º | Gianni Vermeersch | Alpecin-Deceuninck         | + 0 s           |
| 4.º | Milan Menten      | Lotto Dstny                | + 0 s           |
| 5.º | Kasper Asgreen    | Soudal Quick-Step          | + 0 s           |
| 6.º | Matevž Govekar    | Bahrain Victorious         | + 0 s           |
| 7.º | Alex Aranburu     | Movistar Team              | + 0 s           |
| 8.º | Clément Venturini | Arkéa-B&B Hotels           | + 0 s           |
| 9.º | Thibaud Gruel     | Groupama-FDJ               | + 0 s           |
| 10.º | Kobe Goossens     | Intermarché-Wanty          | + 0 s           |

| \| Clasificación general \| Clasificación general \| Clasificación general \| Clasificación general \| Clasificación general \| \| Ciclista \| Ciclista \| Equipo \| Tiempo \| \| \| --------------------- \| --------------------- \| ----------------------------- \| --------------------- \| --------------------- \| \| 1.º \| Dorian Godon \| Decathlon-AG2R La Mondiale \| 3 h 52 min 46 s \| \| \| 2.º \| Gianni Vermeersch \| Alpecin-Deceuninck \| + 6 s \| \| \| 3.º \| Julian Alaphilippe \| Soudal Quick-Step \| + 9 s \| \| \| 4.º \| Tim Van Dijke \| Team Visma \\| Lease a Bike \| + 10 s \| \| \| 5.º \| Alex Aranburu \| Movistar Team \| + 11 s \| \| \| 6.º \| Antoine Aebi \| Elite Fondations Cycling Team \| + 11 s \| \| \| 7.º \| Jan Christen \| UAE Team Emirates \| + 11 s \| \| \| 8.º \| Ilan Van Wilder \| Soudal Quick-Step \| + 11 s \| \| \| 9.º \| Andrea Vendrame \| Decathlon-AG2R La Mondiale \| + 12 s \| \| \| 10.º \| Matevž Govekar \| Bahrain Victorious \| + 12 s \| \| |                    |                               |                 |
| |                    |                               |                 |
| Fuente: ProCyclingStats |                    |                               |                 |
| Clasificación general |                    |                               |                 |
| Ciclista | Ciclista           | Equipo                        | Tiempo          |
| 1.º | Dorian Godon       | Decathlon-AG2R La Mondiale    | 3 h 52 min 46 s |
| 2.º | Gianni Vermeersch  | Alpecin-Deceuninck            | + 6 s           |
| 3.º | Julian Alaphilippe | Soudal Quick-Step             | + 9 s           |
| 4.º | Tim Van Dijke      | Team Visma \| Lease a Bike    | + 10 s          |
| 5.º | Alex Aranburu      | Movistar Team                 | + 11 s          |
| 6.º | Antoine Aebi       | Elite Fondations Cycling Team | + 11 s          |
| 7.º | Jan Christen       | UAE Team Emirates             | + 11 s          |
| 8.º | Ilan Van Wilder    | Soudal Quick-Step             | + 11 s          |
| 9.º | Andrea Vendrame    | Decathlon-AG2R La Mondiale    | + 12 s          |
| 10.º | Matevž Govekar     | Bahrain Victorious            | + 12 s          |

### 2.ª etapa
| Friburgo - Les Marécottes | etapa de montaña | (171 km) |

| \| Clasificación de la etapa \| Clasificación de la etapa \| Clasificación de la etapa \| Clasificación de la etapa \| Clasificación de la etapa \| \| Ciclista \| Ciclista \| Equipo \| Tiempo \| \| \| ------------------------- \| ------------------------- \| -------------------------- \| ------------------------- \| ------------------------- \| \| 1.º \| Thibau Nys \| Lidl-Trek \| 4 h 02 min 44 s \| \| \| 2.º \| Andrea Vendrame \| Decathlon-AG2R La Mondiale \| + 0 s \| \| \| 3.º \| Lucas Plapp \| Team Jayco AlUla \| + 4 s \| \| \| 4.º \| Florian Lipowitz \| Bora-Hansgrohe \| + 14 s \| \| \| 5.º \| Juan Ayuso \| UAE Team Emirates \| + 16 s \| \| \| 6.º \| Aleksandr Vlásov \| Bora-Hansgrohe \| + 16 s \| \| \| 7.º \| Adam Yates \| UAE Team Emirates \| + 16 s \| \| \| 8.º \| Guillaume Martin \| Cofidis \| + 16 s \| \| \| 9.º \| Ilan Van Wilder \| Soudal Quick-Step \| + 16 s \| \| \| 10.º \| Lenny Martinez \| Groupama-FDJ \| + 16 s \| \| |                  |                            |                 |
| |                  |                            |                 |
| Fuente: ProCyclingStats |                  |                            |                 |
| Clasificación de la etapa |                  |                            |                 |
| Ciclista | Ciclista         | Equipo                     | Tiempo          |
| 1.º | Thibau Nys       | Lidl-Trek                  | 4 h 02 min 44 s |
| 2.º | Andrea Vendrame  | Decathlon-AG2R La Mondiale | + 0 s           |
| 3.º | Lucas Plapp      | Team Jayco AlUla           | + 4 s           |
| 4.º | Florian Lipowitz | Bora-Hansgrohe             | + 14 s          |
| 5.º | Juan Ayuso       | UAE Team Emirates          | + 16 s          |
| 6.º | Aleksandr Vlásov | Bora-Hansgrohe             | + 16 s          |
| 7.º | Adam Yates       | UAE Team Emirates          | + 16 s          |
| 8.º | Guillaume Martin | Cofidis                    | + 16 s          |
| 9.º | Ilan Van Wilder  | Soudal Quick-Step          | + 16 s          |
| 10.º | Lenny Martinez   | Groupama-FDJ               | + 16 s          |

| \| Clasificación general \| Clasificación general \| Clasificación general \| Clasificación general \| Clasificación general \| \| Ciclista \| Ciclista \| Equipo \| Tiempo \| \| \| --------------------- \| --------------------- \| -------------------------- \| --------------------- \| --------------------- \| \| 1.º \| Thibau Nys \| Lidl-Trek \| 7 h 55 min 32 s \| \| \| 2.º \| Andrea Vendrame \| Decathlon-AG2R La Mondiale \| + 4 s \| \| \| 3.º \| Lucas Plapp \| Team Jayco AlUla \| + 22 s \| \| \| 4.º \| Ilan Van Wilder \| Soudal Quick-Step \| + 25 s \| \| \| 5.º \| Enric Mas \| Movistar Team \| + 26 s \| \| \| 6.º \| Lenny Martinez \| Groupama-FDJ \| + 27 s \| \| \| 7.º \| Juan Ayuso \| UAE Team Emirates \| + 27 s \| \| \| 8.º \| Aleksandr Vlásov \| Bora-Hansgrohe \| + 28 s \| \| \| 9.º \| Yannis Voisard \| Tudor Pro Cycling Team \| + 29 s \| \| \| 10.º \| Adam Yates \| UAE Team Emirates \| + 29 s \| \| |                  |                            |                 |
| |                  |                            |                 |
| Fuente: ProCyclingStats |                  |                            |                 |
| Clasificación general |                  |                            |                 |
| Ciclista | Ciclista         | Equipo                     | Tiempo          |
| 1.º | Thibau Nys       | Lidl-Trek                  | 7 h 55 min 32 s |
| 2.º | Andrea Vendrame  | Decathlon-AG2R La Mondiale | + 4 s           |
| 3.º | Lucas Plapp      | Team Jayco AlUla           | + 22 s          |
| 4.º | Ilan Van Wilder  | Soudal Quick-Step          | + 25 s          |
| 5.º | Enric Mas        | Movistar Team              | + 26 s          |
| 6.º | Lenny Martinez   | Groupama-FDJ               | + 27 s          |
| 7.º | Juan Ayuso       | UAE Team Emirates          | + 27 s          |
| 8.º | Aleksandr Vlásov | Bora-Hansgrohe             | + 28 s          |
| 9.º | Yannis Voisard   | Tudor Pro Cycling Team     | + 29 s          |
| 10.º | Adam Yates       | UAE Team Emirates          | + 29 s          |

### 3.ª etapa
| Oron - Oron | contrarreloj individual | (15,5 km) |

| \| Clasificación de la etapa \| Clasificación de la etapa \| Clasificación de la etapa \| Clasificación de la etapa \| Clasificación de la etapa \| \| Ciclista \| Ciclista \| Equipo \| Tiempo \| \| \| ------------------------- \| ------------------------- \| -------------------------- \| ------------------------- \| ------------------------- \| \| 1.º \| Brandon McNulty \| UAE Team Emirates \| 20 min 06 s \| \| \| 2.º \| Magnus Sheffield \| Ineos Grenadiers \| + 12 s \| \| \| 3.º \| Felix Großschartner \| UAE Team Emirates \| + 14 s \| \| \| 4.º \| Juan Ayuso \| UAE Team Emirates \| + 20 s \| \| \| 5.º \| Bruno Armirail \| Decathlon-AG2R La Mondiale \| + 22 s \| \| \| 6.º \| Johan Price-Pejtersen \| Bahrain Victorious \| + 24 s \| \| \| 7.º \| Carlos Rodríguez \| Ineos Grenadiers \| + 27 s \| \| \| 8.º \| Aleksandr Vlásov \| Bora-Hansgrohe \| + 29 s \| \| \| 9.º \| Ilan Van Wilder \| Soudal Quick-Step \| + 30 s \| \| \| 10.º \| Benjamin Thomas \| Cofidis \| + 31 s \| \| |                       |                            |             |
| |                       |                            |             |
| Fuente: ProCyclingStats |                       |                            |             |
| Clasificación de la etapa |                       |                            |             |
| Ciclista | Ciclista              | Equipo                     | Tiempo      |
| 1.º | Brandon McNulty       | UAE Team Emirates          | 20 min 06 s |
| 2.º | Magnus Sheffield      | Ineos Grenadiers           | + 12 s      |
| 3.º | Felix Großschartner   | UAE Team Emirates          | + 14 s      |
| 4.º | Juan Ayuso            | UAE Team Emirates          | + 20 s      |
| 5.º | Bruno Armirail        | Decathlon-AG2R La Mondiale | + 22 s      |
| 6.º | Johan Price-Pejtersen | Bahrain Victorious         | + 24 s      |
| 7.º | Carlos Rodríguez      | Ineos Grenadiers           | + 27 s      |
| 8.º | Aleksandr Vlásov      | Bora-Hansgrohe             | + 29 s      |
| 9.º | Ilan Van Wilder       | Soudal Quick-Step          | + 30 s      |
| 10.º | Benjamin Thomas       | Cofidis                    | + 31 s      |

| \| Clasificación general \| Clasificación general \| Clasificación general \| Clasificación general \| Clasificación general \| \| Ciclista \| Ciclista \| Equipo \| Tiempo \| \| \| --------------------- \| --------------------- \| -------------------------- \| --------------------- \| --------------------- \| \| 1.º \| Juan Ayuso \| UAE Team Emirates \| 8 h 16 min 26 s \| \| \| 2.º \| Ilan Van Wilder \| Soudal Quick-Step \| + 7 s \| \| \| 3.º \| Aleksandr Vlásov \| Bora-Hansgrohe \| + 10 s \| \| \| 4.º \| Carlos Rodríguez \| Ineos Grenadiers \| + 11 s \| \| \| 5.º \| Lenny Martinez \| Groupama-FDJ \| + 23 s \| \| \| 6.º \| Florian Lipowitz \| Bora-Hansgrohe \| + 32 s \| \| \| 7.º \| Lucas Plapp \| Team Jayco AlUla \| + 33 s \| \| \| 8.º \| Bruno Armirail \| Decathlon-AG2R La Mondiale \| + 36 s \| \| \| 9.º \| Yannis Voisard \| Tudor Pro Cycling Team \| + 36 s \| \| \| 10.º \| Damiano Caruso \| Bahrain Victorious \| + 36 s \| \| |                  |                            |                 |
| |                  |                            |                 |
| Fuente: ProCyclingStats |                  |                            |                 |
| Clasificación general |                  |                            |                 |
| Ciclista | Ciclista         | Equipo                     | Tiempo          |
| 1.º | Juan Ayuso       | UAE Team Emirates          | 8 h 16 min 26 s |
| 2.º | Ilan Van Wilder  | Soudal Quick-Step          | + 7 s           |
| 3.º | Aleksandr Vlásov | Bora-Hansgrohe             | + 10 s          |
| 4.º | Carlos Rodríguez | Ineos Grenadiers           | + 11 s          |
| 5.º | Lenny Martinez   | Groupama-FDJ               | + 23 s          |
| 6.º | Florian Lipowitz | Bora-Hansgrohe             | + 32 s          |
| 7.º | Lucas Plapp      | Team Jayco AlUla           | + 33 s          |
| 8.º | Bruno Armirail   | Decathlon-AG2R La Mondiale | + 36 s          |
| 9.º | Yannis Voisard   | Tudor Pro Cycling Team     | + 36 s          |
| 10.º | Damiano Caruso   | Bahrain Victorious         | + 36 s          |

### 4.ª etapa
| Saillon - Leysin | etapa de montaña | (151,7 km) |

| \| Clasificación de la etapa \| Clasificación de la etapa \| Clasificación de la etapa \| Clasificación de la etapa \| Clasificación de la etapa \| \| Ciclista \| Ciclista \| Equipo \| Tiempo \| \| \| ------------------------- \| ------------------------- \| ------------------------- \| ------------------------- \| ------------------------- \| \| 1.º \| Richard Carapaz \| EF Education-EasyPost \| 4 h 06 min 03 s \| \| \| 2.º \| Florian Lipowitz \| Bora-Hansgrohe \| + 0 s \| \| \| 3.º \| Carlos Rodríguez \| Ineos Grenadiers \| + 10 s \| \| \| 4.º \| Enric Mas \| Movistar Team \| + 14 s \| \| \| 5.º \| Aleksandr Vlásov \| Bora-Hansgrohe \| + 14 s \| \| \| 6.º \| Egan Bernal \| Ineos Grenadiers \| + 27 s \| \| \| 7.º \| Ilan Van Wilder \| Soudal Quick-Step \| + 31 s \| \| \| 8.º \| Tao Geoghegan Hart \| Lidl-Trek \| + 40 s \| \| \| 9.º \| David Gaudu \| Groupama-FDJ \| + 41 s \| \| \| 10.º \| Cristián Rodríguez \| Arkéa-B&B Hotels \| + 44 s \| \| |                    |                       |                 |
| |                    |                       |                 |
| Fuente: ProCyclingStats |                    |                       |                 |
| Clasificación de la etapa |                    |                       |                 |
| Ciclista | Ciclista           | Equipo                | Tiempo          |
| 1.º | Richard Carapaz    | EF Education-EasyPost | 4 h 06 min 03 s |
| 2.º | Florian Lipowitz   | Bora-Hansgrohe        | + 0 s           |
| 3.º | Carlos Rodríguez   | Ineos Grenadiers      | + 10 s          |
| 4.º | Enric Mas          | Movistar Team         | + 14 s          |
| 5.º | Aleksandr Vlásov   | Bora-Hansgrohe        | + 14 s          |
| 6.º | Egan Bernal        | Ineos Grenadiers      | + 27 s          |
| 7.º | Ilan Van Wilder    | Soudal Quick-Step     | + 31 s          |
| 8.º | Tao Geoghegan Hart | Lidl-Trek             | + 40 s          |
| 9.º | David Gaudu        | Groupama-FDJ          | + 41 s          |
| 10.º | Cristián Rodríguez | Arkéa-B&B Hotels      | + 44 s          |

| \| Clasificación general \| Clasificación general \| Clasificación general \| Clasificación general \| Clasificación general \| \| Ciclista \| Ciclista \| Equipo \| Tiempo \| \| \| --------------------- \| --------------------- \| --------------------- \| --------------------- \| --------------------- \| \| 1.º \| Carlos Rodríguez \| Ineos Grenadiers \| 12 h 22 min 46 s \| \| \| 2.º \| Aleksandr Vlásov \| Bora-Hansgrohe \| + 7 s \| \| \| 3.º \| Florian Lipowitz \| Bora-Hansgrohe \| + 9 s \| \| \| 4.º \| Ilan Van Wilder \| Soudal Quick-Step \| + 21 s \| \| \| 5.º \| Juan Ayuso \| UAE Team Emirates \| + 27 s \| \| \| 6.º \| Enric Mas \| Movistar Team \| + 38 s \| \| \| 7.º \| Richard Carapaz \| EF Education-EasyPost \| + 49 s \| \| \| 8.º \| Lenny Martinez \| Groupama-FDJ \| + 52 s \| \| \| 9.º \| Tao Geoghegan Hart \| Lidl-Trek \| + 1 min 02 s \| \| \| 10.º \| Egan Bernal \| Ineos Grenadiers \| + 1 min 23 s \| \| |                    |                       |                  |
| |                    |                       |                  |
| Fuente: ProCyclingStats |                    |                       |                  |
| Clasificación general |                    |                       |                  |
| Ciclista | Ciclista           | Equipo                | Tiempo           |
| 1.º | Carlos Rodríguez   | Ineos Grenadiers      | 12 h 22 min 46 s |
| 2.º | Aleksandr Vlásov   | Bora-Hansgrohe        | + 7 s            |
| 3.º | Florian Lipowitz   | Bora-Hansgrohe        | + 9 s            |
| 4.º | Ilan Van Wilder    | Soudal Quick-Step     | + 21 s           |
| 5.º | Juan Ayuso         | UAE Team Emirates     | + 27 s           |
| 6.º | Enric Mas          | Movistar Team         | + 38 s           |
| 7.º | Richard Carapaz    | EF Education-EasyPost | + 49 s           |
| 8.º | Lenny Martinez     | Groupama-FDJ          | + 52 s           |
| 9.º | Tao Geoghegan Hart | Lidl-Trek             | + 1 min 02 s     |
| 10.º | Egan Bernal        | Ineos Grenadiers      | + 1 min 23 s     |

### 5.ª etapa
| Vernier - Vernier | etapa escarpada | (150,8 km) |

| \| Clasificación de la etapa \| Clasificación de la etapa \| Clasificación de la etapa \| Clasificación de la etapa \| Clasificación de la etapa \| \| Ciclista \| Ciclista \| Equipo \| Tiempo \| \| \| ------------------------- \| ------------------------- \| -------------------------- \| ------------------------- \| ------------------------- \| \| 1.º \| Dorian Godon \| Decathlon-AG2R La Mondiale \| 3 h 22 min 00 s \| \| \| 2.º \| Simone Consonni \| Lidl-Trek \| + 0 s \| \| \| 3.º \| Dion Smith \| Intermarché-Wanty \| + 0 s \| \| \| 4.º \| Tim Van Dijke \| Team Visma \\| Lease a Bike \| + 0 s \| \| \| 5.º \| Alex Aranburu \| Movistar Team \| + 0 s \| \| \| 6.º \| Thibau Nys \| Lidl-Trek \| + 0 s \| \| \| 7.º \| Clément Venturini \| Arkéa-B&B Hotels \| + 0 s \| \| \| 8.º \| Milan Menten \| Lotto Dstny \| + 0 s \| \| \| 9.º \| Thibaud Gruel \| Groupama-FDJ \| + 0 s \| \| \| 10.º \| Gianni Vermeersch \| Alpecin-Deceuninck \| + 0 s \| \| |                   |                            |                 |
| |                   |                            |                 |
| Fuente: ProCyclingStats |                   |                            |                 |
| Clasificación de la etapa |                   |                            |                 |
| Ciclista | Ciclista          | Equipo                     | Tiempo          |
| 1.º | Dorian Godon      | Decathlon-AG2R La Mondiale | 3 h 22 min 00 s |
| 2.º | Simone Consonni   | Lidl-Trek                  | + 0 s           |
| 3.º | Dion Smith        | Intermarché-Wanty          | + 0 s           |
| 4.º | Tim Van Dijke     | Team Visma \| Lease a Bike | + 0 s           |
| 5.º | Alex Aranburu     | Movistar Team              | + 0 s           |
| 6.º | Thibau Nys        | Lidl-Trek                  | + 0 s           |
| 7.º | Clément Venturini | Arkéa-B&B Hotels           | + 0 s           |
| 8.º | Milan Menten      | Lotto Dstny                | + 0 s           |
| 9.º | Thibaud Gruel     | Groupama-FDJ               | + 0 s           |
| 10.º | Gianni Vermeersch | Alpecin-Deceuninck         | + 0 s           |

## Clasificaciones finales
- Las clasificaciones finalizaron de la siguiente forma:[5]

### Clasificación general
| \| Clasificación general \| Clasificación general \| Clasificación general \| Clasificación general \| Clasificación general \| \| Ciclista \| Ciclista \| Equipo \| Tiempo \| \| \| --------------------- \| --------------------- \| --------------------- \| --------------------- \| --------------------- \| \| 1.º \| Carlos Rodríguez \| Ineos Grenadiers \| 15 h 44 min 46 s \| \| \| 2.º \| Aleksandr Vlásov \| Bora-Hansgrohe \| + 7 s \| \| \| 3.º \| Florian Lipowitz \| Bora-Hansgrohe \| + 9 s \| \| \| 4.º \| Ilan Van Wilder \| Soudal Quick-Step \| + 21 s \| \| \| 5.º \| Juan Ayuso \| UAE Team Emirates \| + 27 s \| \| \| 6.º \| Enric Mas \| Movistar Team \| + 38 s \| \| \| 7.º \| Richard Carapaz \| EF Education-EasyPost \| + 49 s \| \| \| 8.º \| Lenny Martinez \| Groupama-FDJ \| + 52 s \| \| \| 9.º \| Tao Geoghegan Hart \| Lidl-Trek \| + 1 min 02 s \| \| \| 10.º \| Egan Bernal \| Ineos Grenadiers \| + 1 min 23 s \| \| |                    |                       |                  |
| |                    |                       |                  |
| Fuente: ProCyclingStats |                    |                       |                  |
| Clasificación general |                    |                       |                  |
| Ciclista | Ciclista           | Equipo                | Tiempo           |
| 1.º | Carlos Rodríguez   | Ineos Grenadiers      | 15 h 44 min 46 s |
| 2.º | Aleksandr Vlásov   | Bora-Hansgrohe        | + 7 s            |
| 3.º | Florian Lipowitz   | Bora-Hansgrohe        | + 9 s            |
| 4.º | Ilan Van Wilder    | Soudal Quick-Step     | + 21 s           |
| 5.º | Juan Ayuso         | UAE Team Emirates     | + 27 s           |
| 6.º | Enric Mas          | Movistar Team         | + 38 s           |
| 7.º | Richard Carapaz    | EF Education-EasyPost | + 49 s           |
| 8.º | Lenny Martinez     | Groupama-FDJ          | + 52 s           |
| 9.º | Tao Geoghegan Hart | Lidl-Trek             | + 1 min 02 s     |
| 10.º | Egan Bernal        | Ineos Grenadiers      | + 1 min 23 s     |

### Clasificación de los puntos
| Clasificación por puntos | Clasificación por puntos | Clasificación por puntos   | Clasificación por puntos | Clasificación por puntos |
| Ciclista                 | Ciclista                 | Equipo                     | Puntos                   |                          |
| ------------------------ | ------------------------ | -------------------------- | ------------------------ | ------------------------ |
| 1.º                      | Dorian Godon             | Decathlon-AG2R La Mondiale | 119 pts                  |                          |
| 2.º                      | Andrea Vendrame          | Decathlon-AG2R La Mondiale | 111 pts                  |                          |
| 3.º                      | Thibau Nys               | Lidl-Trek                  | 74 pts                   |                          |
| 4.º                      | Florian Lipowitz         | Bora-Hansgrohe             | 43 pts                   |                          |
| 5.º                      | Aleksandr Vlásov         | Bora-Hansgrohe             | 42 pts                   |                          |
| 6.º                      | Juan Ayuso               | UAE Team Emirates          | 41 pts                   |                          |
| 7.º                      | Gianni Vermeersch        | Alpecin-Deceuninck         | 40 pts                   |                          |
| 8.º                      | Carlos Rodríguez         | Ineos Grenadiers           | 39 pts                   |                          |
| 9.º                      | Alex Aranburu            | Movistar Team              | 37 pts                   |                          |
| 10.º                     | Ilan Van Wilder          | Soudal Quick-Step          | 35 pts                   |                          |

### Clasificación de la montaña
| Clasificación de la montaña | Clasificación de la montaña | Clasificación de la montaña | Clasificación de la montaña | Clasificación de la montaña |
| Ciclista                    | Ciclista                    | Equipo                      | Puntos                      |                             |
| --------------------------- | --------------------------- | --------------------------- | --------------------------- | --------------------------- |
| 1.º                         | Juri Hollmann               | Alpecin-Deceuninck          | 35 pts                      |                             |
| 2.º                         | Bart Lemmen                 | Team Visma \| Lease a Bike  | 24 pts                      |                             |
| 3.º                         | Fausto Masnada              | Soudal Quick-Step           | 23 pts                      |                             |
| 4.º                         | Nélson Filippe Oliveira     | Movistar Team               | 18 pts                      |                             |
| 5.º                         | Andrea Vendrame             | Decathlon-AG2R La Mondiale  | 16 pts                      |                             |
| 6.º                         | Raúl García Pierna          | Arkéa-B&B Hotels            | 16 pts                      |                             |
| 7.º                         | Richard Carapaz             | EF Education-EasyPost       | 15 pts                      |                             |
| 8.º                         | Clément Berthet             | Decathlon-AG2R La Mondiale  | 15 pts                      |                             |
| 9.º                         | Carlos Rodríguez            | Ineos Grenadiers            | 10 pts                      |                             |
| 10.º                        | Rémi Cavagna                | Movistar Team               | 9 pts                       |                             |

### Clasificación de los jóvenes
| Clasificación del mejor joven | Clasificación del mejor joven | Clasificación del mejor joven | Clasificación del mejor joven | Clasificación del mejor joven |
| Ciclista                      | Ciclista                      | Equipo                        | Tiempo                        |                               |
| ----------------------------- | ----------------------------- | ----------------------------- | ----------------------------- | ----------------------------- |
| 1.º                           | Carlos Rodríguez              | Ineos Grenadiers              | 15 h 44 min 46 s              |                               |
| 2.º                           | Florian Lipowitz              | Bora-Hansgrohe                | + 9 s                         |                               |
| 3.º                           | Ilan Van Wilder               | Soudal Quick-Step             | + 21 s                        |                               |
| 4.º                           | Juan Ayuso                    | UAE Team Emirates             | + 27 s                        |                               |
| 5.º                           | Lenny Martinez                | Groupama-FDJ                  | + 52 s                        |                               |
| 6.º                           | Johannes Staune-Mittet        | Team Visma \| Lease a Bike    | + 3 min 43 s                  |                               |
| 7.º                           | Darren Rafferty               | EF Education-EasyPost         | + 3 min 59 s                  |                               |
| 8.º                           | Jan Christen                  | UAE Team Emirates             | + 9 min 00 s                  |                               |
| 9.º                           | Edoardo Zambanini             | Bahrain Victorious            | + 16 min 55 s                 |                               |
| 10.º                          | Thibau Nys                    | Lidl-Trek                     | + 24 min 54 s                 |                               |

### Clasificación por equipos
| Clasificación por equipos | Clasificación por equipos  | Clasificación por equipos | Clasificación por equipos |
| Equipo                    | Equipo                     | Tiempo                    |                           |
| ------------------------- | -------------------------- | ------------------------- | ------------------------- |
| 1.º                       | UAE Team Emirates          | 47 h 16 min 20 s          |                           |
| 2.º                       | Bora-Hansgrohe             | + 45 s                    |                           |
| 3.º                       | Ineos Grenadiers           | + 1 min 51 s              |                           |
| 4.º                       | Q36.5 Pro Cycling Team     | + 10 min 33 s             |                           |
| 5.º                       | Groupama-FDJ               | + 12 min 11 s             |                           |
| 6.º                       | Lidl-Trek                  | + 15 min 57 s             |                           |
| 7.º                       | Movistar Team              | + 16 min 32 s             |                           |
| 8.º                       | Team Jayco AlUla           | + 18 min 17 s             |                           |
| 9.º                       | EF Education-EasyPost      | + 19 min 23 s             |                           |
| 10.º                      | Team Visma \| Lease a Bike | + 22 min 16 s             |                           |

## Evolución de las clasificaciones
| Etapa                   |                         | Ganador _       | Clasificación general | Puntos          | Montaña       | Jóvenes          | Combatividad    | Equipo             | Mejor nacional |
| ----------------------- | ----------------------- | --------------- | --------------------- | --------------- | ------------- | ---------------- | --------------- | ------------------ | -------------- |
| Prólogo                 | prólogo                 | Maikel Zijlaard | Maikel Zijlaard       | Maikel Zijlaard | no otorgado   | Tim Van Dijke    | no otorgado     | Bahrain Victorious | no otorgado    |
| 1.ª etapa               | etapa escarpada         | Dorian Godon    | Dorian Godon          | Dorian Godon    | Juri Hollmann | Tim Van Dijke    | Fausto Masnada  | Bahrain Victorious | Antoine Aebi   |
| 2.ª etapa               | etapa de montaña        | Thibau Nys      | Thibau Nys            | Andrea Vendrame | Juri Hollmann | Thibau Nys       | Roger Adrià     | Bora-Hansgrohe     | no otorgado    |
| 3.ª etapa               | contrarreloj individual | Brandon McNulty | Juan Ayuso            | Andrea Vendrame | Juri Hollmann | Juan Ayuso       | no otorgado     | UAE Team Emirates  | no otorgado    |
| 4.ª etapa               | etapa de montaña        | Richard Carapaz | Carlos Rodríguez      | Andrea Vendrame | Juri Hollmann | Carlos Rodríguez | Clément Berthet | Bora-Hansgrohe     | no otorgado    |
| 5.ª etapa               | etapa escarpada         | Dorian Godon    | Carlos Rodríguez      | Dorian Godon    | Juri Hollmann | Carlos Rodríguez | no otorgado     | UAE Team Emirates  | no otorgado    |
| Clasificaciones finales | Clasificaciones finales |                 | Carlos Rodríguez      | Dorian Godon    | Juri Hollmann | Carlos Rodríguez | no otorgado     | UAE Team Emirates  | no otorgado    |

## Ciclistas participantes y posiciones finales
Convenciones:
- AB-N: Abandono en la etapa "N"
- FLT-N: Retiro por arribo fuera del límite de tiempo en la etapa "N"
- NTS-N: No tomó la salida para la etapa "N"
- DES-N: Descalificado o expulsado en la etapa "N"

## UCI World Ranking
El Tour de Romandía otorgó puntos para el UCI World Ranking para corredores de los equipos en las categorías UCI WorldTeam, UCI ProTeam y Continental. Las siguientes tablas son el baremo de puntuación y los diez corredores que obtuvieron más puntos:
| Posición              | 1.º | 2.º | 3.º | 4.º | 5.º | 6.º | 7.º | 8.º | 9.º | 10.º | 11.º | 12.º | 13.º | 14.º | 15.º | 16.º-20.º | 21.º-30.º | 31.º-50.º | 51.º-55.º | 56.º-60.º |
| Clasificación general | 500 | 400 | 325 | 275 | 225 | 175 | 150 | 125 | 100 | 85   | 70   | 60   | 50   | 40   | 35   | 30        | 20        | 10        | 5         | 3         |
| Por etapa             | 60  | 40  | 30  | 25  | 20  | 15  | 10  | 8   | 5   | 2    |      |      |      |      |      |           |           |           |           |           |
| Líder                 | 10  |     |     |     |     |     |     |     |     |      |      |      |      |      |      |           |           |           |           |           |

| Clasificación |                    |                            |         |       |       |       |
| Posición      | Ciclista           | Equipo                     | General | Etapa | Líder | Total |
| ------------- | ------------------ | -------------------------- | ------- | ----- | ----- | ----- |
| 1.º           | Carlos Rodríguez   | INEOS Grenadiers           | 500     | 40    | 10    | 550   |
| 2.º           | Aleksandr Vlasov   | Bora-Hansgrohe             | 400     | 43    | -     | 443   |
| 3.º           | Florian Lipowitz   | Bora-Hansgrohe             | 325     | 65    | -     | 390   |
| 4.º           | Ilan Van Wilder    | Soudal Quick-Step          | 275     | 20    | -     | 295   |
| 5.º           | Juan Ayuso         | UAE Emirates               | 225     | 45    | 10    | 280   |
| 6.º           | Richard Carapaz    | EF Education-EasyPost      | 150     | 60    | -     | 210   |
| 7.º           | Enric Mas          | Movistar                   | 175     | 25    | -     | 200   |
| 8.º           | Dorian Godon       | Decathlon AG2R La Mondiale | 3       | 145   | 10    | 158   |
| 9.º           | Lenny Martinez     | Groupama-FDJ               | 125     | 2     | -     | 127   |
| 10.º          | Tao Geoghegan Hart | Lidl-Trek                  | 100     | 8     | -     | 108   |